# Ольга Грицик (телеведуча)
Ольга Грицик — українська телеведуча, журналістка, ведуча телеканалу «Ми — Україна» та марафону "Єдині новини". Колишня ведуча новин «Сьогодні» на телеканалах «Україна» та «Україна 24».

## Біографія
Народилася 6 вересня 1974 року у Львові.

## Освіта
У 1996 році закінчила Львівський університет ім. Франка, факультет журналістики.

## Кар'єра
У 1997 році почала працювати на радіо «Львівська хвиля» як репортерка, пізніше як ведуча та керівниця служби інформації. В цей же час працювала ведучою новин на Львівському обласному телебаченні, а також позаштатною кореспонденткою  української служби BBC.
У 2003 році очолила інформаційну редакцію регіональної телекомпанії НТА.
У листопаді 2004 року переїхала до Києва на запрошення телеканалу К1, зайняла посаду ведучої програми «Один день».
У 2008 році почала роботу на телеканалі «Інтер», працювала ведучою ранкових випусків новин, а також ведучою вечірньої програми «Подробиці».
У 2013 році перейшла на телеканал «Україна» як ведуча підсумкової інформаційної програми «События дня».
З 12 липня 2021 року до 22 липня 2022 року - ведуча новин «Сьогодні» на телеканалі «Україна 24».
З 15 жовтня 2022 року - ведуча телеканалу «Ми — Україна»

## Захоплення
- йога
- вегетаріанство[4]
- подорожі
- кіно